# Soissons-sur-Nacey
Soissons-sur-Nacey este o comună în departamentul Côte-d'Or, Franța. În 2009 avea o populație de 320 de locuitori.

## Evoluția populației
| An        | 1975 | 1982 | 1990 | 1999 | 2006 | 2009 |
| --------- | ---- | ---- | ---- | ---- | ---- | ---- |
| Populație | 212  | 221  | 216  | 259  | 298  | 320  |